# Bismarckturm (Malente)
Der Bismarckturm von Malente war ein zu Ehren von Otto von Bismarck errichteter Aussichtsturm im Malenter Ortsteil Neversfelde im Kreis Ostholstein in Schleswig-Holstein. Er stand auf dem 90 m hohen Holzberg, einer Endmoräne.
Es handelte sich um einen der acht Bismarcktürme in Schleswig-Holstein, von denen er als einziger nicht mehr vorhanden ist.

## Geschichte
Die Pläne zur Errichtung einer Bismarcksäule wurden ab 1902 verfolgt.
Aus Geldmangel wurde anstelle eines beabsichtigten Turmes aus Feldsteinen ein geschlossener Holzturm auf einem Fundament aus Feldsteinen errichtet und am 28. Juni 1908 eröffnet. Er hatte einen quadratischen Grundriss von 6 × 6 Metern und war 28 Meter hoch.
1918 wurde der durch einen Sturm beschädigte Turm abgerissen, lediglich die Feldstein-Fundamente blieben erhalten.

## Holzbergturm
2005 wurde direkt neben dem Fundament des Bismarckturms der Holzbergturm als neuer hölzerner Aussichtsturm errichtet, der im Jahre 2020 wiederum durch einen stählernen Turm ersetzt wurde.

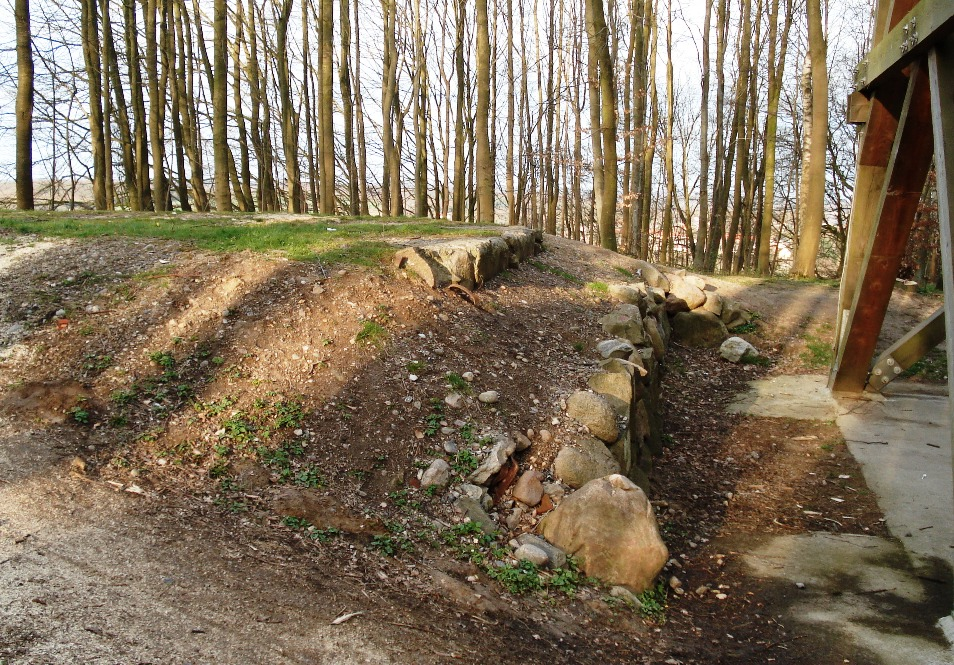
Fundamentreste des Bismarckturmes Malente (rechts davon der Holzbergturm)
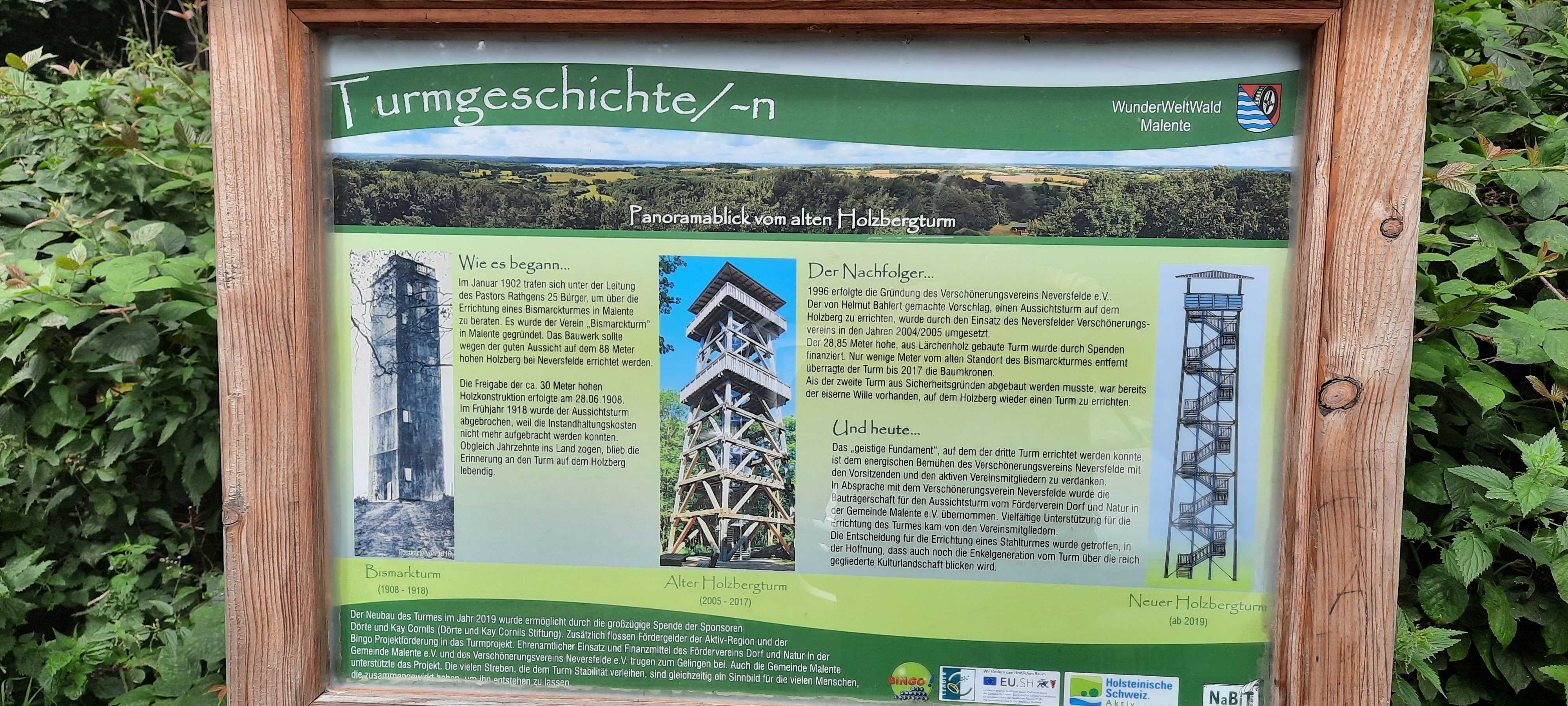
Informationstafel Turmgeschichte Holzbergturm
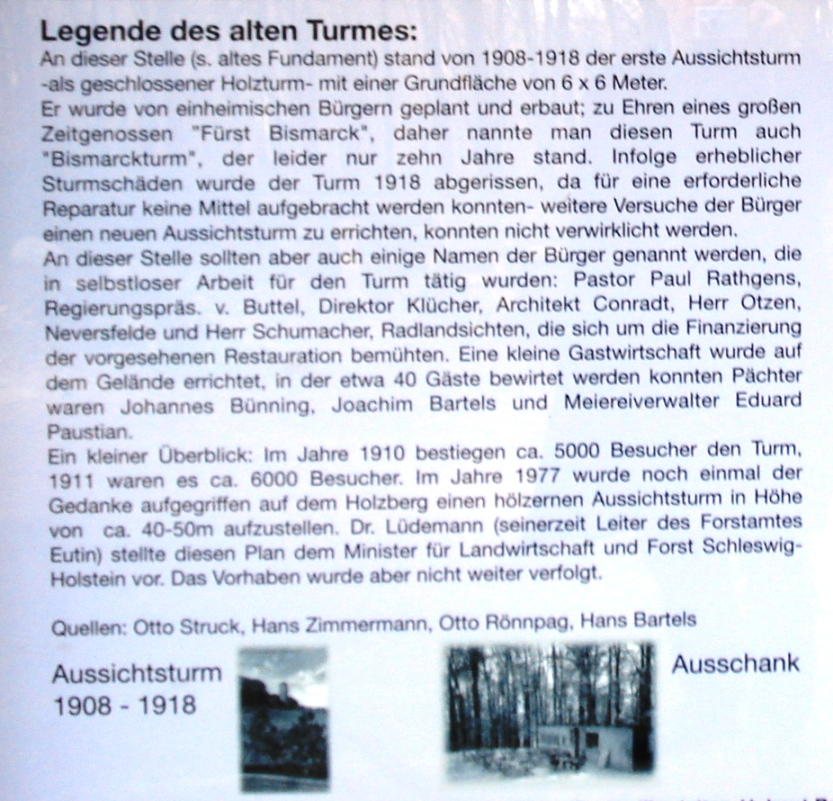
Informationen zum Bismarckturm auf einer zweiten Informationstafel am Holzbergturm (Ausschnitt)